# Аммала (приток Аммалы)
Аммала (в верховье Бобровка) — река в Красноярском крае России, левый приток Аммалы. Устье реки находится в 7 км от устья по левому берегу Аммалы. Протяжённость реки 14 км. Высота устья — 268 м.
Правый приток — река Аммалушка.

## Данные водного реестра
По данным государственного водного реестра России относится к Верхнеобскому бассейновому округу, водохозяйственный участок — Чулым от истока до города Ачинск, речной подбассейн реки — Чулым. Речной бассейн реки — (Верхняя) Обь до впадения Иртыша.
Код водного объекта — 13010400112115200015002.